# Molare
Molare (piemontesiska: Morele) är en ort och kommun i provinsen Alessandria i regionen Piemonte i Italien. Kommunen hade 2 065 invånare (2018).